# Aphysotes tubericollis
Aphysotes tubericollis är en skalbaggsart som beskrevs av Bates 1885. Aphysotes tubericollis ingår i släktet Aphysotes och familjen långhorningar.
Artens utbredningsområde är:
- Honduras.
- Panama.

Inga underarter finns listade i Catalogue of Life.